# Markrabství Istrie
Markrabství Istrie (italsky Margraviato d'Istria, chorvatsky Markgrofovija Istra, slovinsky Mejna grofija Istra, německy Markgrafschaft Istrien), dříve Istrijská marka, byla historická země rozkládající se z větší části na poloostrově Istrie a také na přilehlých ostrovech v Jaderském moři.

## Demografie

### Etnické a náboženské složení
Z etnického hlediska byla populace Istrie smíšená. Na západním pobřeží a ve městech převládali Italové, ve vnitrozemí Slovinci a Chorvati. Jistou část obyvatelstva tvořili i Němci a žila zde malá komunita Istrorumunů. Podle sčítání lidu 1890 v Rakousku-Uhersku žilo v Istrii 140 713 osob Srbo-Chorvatského obcovacího jazyka, 118 027 hovořících italsky, 44 418 slovinsky, 5004 (v jiném zdroji 5904) německy, dále 470 rumunsky a 400 česky.
Co se týče náboženské orientace, bylo obyvatelstvo Istrie v drtivé většině katolické. Sčítání roku 1890 zde evidovalo podíl obyvatel římskokatolického vyznání 99,6 %. V celé zemi žilo tehdy jen 443 osob řeckokatolického vyznání, 100 evangelíků, 274 kalvinistů a 229 židů.

### Počet obyvatel
Istrie měla k roku 1890 317 610 obyvatel. V roce 1857 tu žilo pouze 230 000 lidí. Hustota zalidnění dosahovala podle sčítání lidu z roku 1890 64 obyvatel na kilometr čtvereční. Podíl městského obyvatelstva (v obcích nad 2000 obyvatel) byl 23,8 %.

## Geografie
Markrabství Istrie mělo (včetně ostrovů) rozlohu 4941,5 kilometrů čtverečních. Délka pobřeží (pevninské části) činila 365 km.

### Největší města
Nejlidnatějším městem Istrie byla roku 1890 Pula s více než 26 tisíci obyvatel. Hlavní město Poreč bylo až 11. v pořadí s populací necelých 3 tisíce lidí.
| Pořadí | Název       | Počet obyv. (r. 1890) | Fotografie |
| ------ | ----------- | --------------------- | ---------- |
| 1.     | Pula        | 26 742                |            |
| 2.     | Rovinj      | 9 662                 |            |
| 3.     | Koper       | 8 191                 |            |
| 4.     | Piran       | 7 724                 |            |
| 5.     | Vodnjan     | 5 087                 |            |
| 6.     | Mali Lošinj | 4 928                 |            |
| 7.     | Izola       | 4 896                 |            |
| 8.     | Cres        | 4 645                 |            |
| 9.     | Muggia      | 3 357                 |            |
| 10.    | Buje        | 2 728                 |            |
| 11.    | Poreč       | 2 685                 |            |

### Správní dělení

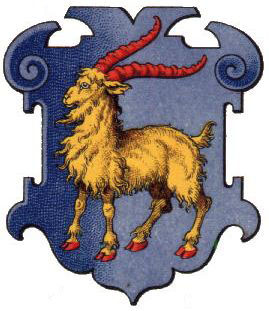
Znak Istrie

Korunní země Istrie se dělila na konci 19. století na šest politických okresů: Koper, Lošinj, Poreč, Pazin, Pula, Volosko.

### Ostrovy
Součástí Istrie byly v době její existence jako historické země následující ostrovy:
| - Andrija - Bodulaš - Brijuni - Ceja - Cres - Čutin Mali - Čutin Veli - Fenera - Fenoliga - Galijola - Hrid - Ilovik - Katarina - Koludarc - Kormati Mali - Kormati Veli - Kotež - Kozjak - Krasnica (Vanga) - Krk | - Levan - Levanić - Lošinj - Male Orjule - Male Srakane - Mali Osir - Mišar - Mišnjak - Murtar - Oruda - Plavnik - Pomerski Školjić - Porer - Pregaznik - Prvić - Pusti Otok - Premanturski Školjić - Samunćel - Selehovac - Selehovac 2 | - Susak - Sveti Jerolim - Sveti Marko - Sveti Petar - Šekovac - Šilo - Školjić - Trasorka - Trumbuja - Unije - Vele Orjule - Vele Srakane - Veli Osir - Visoki - Vrsar - Zabodarski Otok - Zeća - Zečevo |

V současnosti je území bývalého markrabství rozděleno mezi Chorvatsko (jižní a střední část někdejšího Markrabství Istrie) a Slovinsko (severní část bývalého markrabství Istrie). Malá část historické Istrie okolo města Muggia na předměstí Terstu je součástí Itálie.

## Historie
Od roku 976 tvořila oblast zvláštní marku tehdejšího Korutanského vévodství. Později po roce 1209 se města na západním pobřeží ocitla pod nadvládou Benátek.
V roce 1420 byla Istrijská marka definitivně rozdělena mezi Benátskou republiku (jihozápadní část) a Habsburky (severovýchodní část), kteří přijali titul istrijského markraběte do své titulatury. Ti ale již od roku 1374 ovládali velkou část vnitrozemí poloostrova. Habsburská část Istrie pak byla správou spojená s Kraňskem.

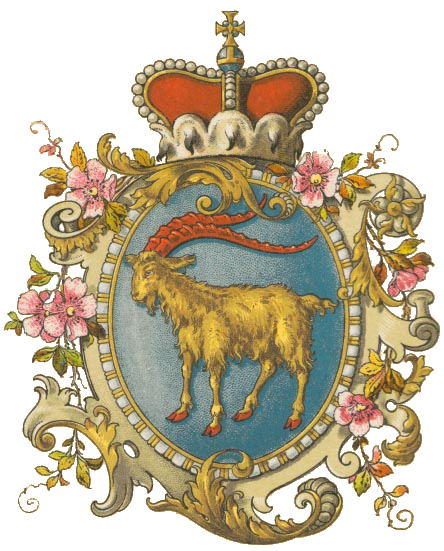
Znak markrabství od H. G. Ströhla

Istrie byla opět sjednocena až v roce 1797 tzv. Mírem v Campo Formio, kdy západní benátská část přešla do rakouských rukou a byla připojena ke stávající rakouské korunní zemi Markrabství Istrie. Tímto mírem získalo Rakousko ale také Benátsko a Dalmácii. Roku 1805 území od Rakouska získalo Francouzské císařství, která ho roku 1806 začlenila do Italského království jako departement Istrie, načež bylo území v letech 1809-1813 součástí Ilyrských provincií. Poté došlo k obnově rakouské vlády a území pak bylo do roku 1849 v rámci Rakouského císařství součástí Ilyrského království. Roku 1849 bylo Ilyrské království zrušeno a území se spolu s Terstem a Goricí a Gradiškou stalo součástí nové korunní země Rakouské přímoří. Od roku 1861 byla Istrie samostatnou korunní zemi Rakouského císařství, od roku 1867 Rakouska-Uherska. Disponovala zemskou samosprávou, jejímž nejvyšším orgánem byl Istrijský zemský sněm. Z hlediska státní správy ovšem byla nadále, nyní již formálního Rakouské přímoří, v níž se dále nalézaly i další dvě korunní země: Terst a Gorice a Gradiška se společným místodržícím. V roce 1920, podle Saintgermainské smlouvy, bylo území bývalého markrabství rozděleno: Itálii připadl celý poloostrov s přilehlými ostrrůvky a dále ostrovy Cres, Čutin Mali, Čutin Veli, Galijola, Hrid, Ilovik, Kozjak, Lošinj, Male Orjule, Male Srakane, Mišar, Mišnjak, Oruda, Pregaznik, Samunćel, Susak, Sveti Petar, Šilo, Školjić, Trasorka, Unije, Vele Orjule, Vele Srakane, Visoki, Zeča; zbytek území, zahrnující ostrovy Krk, Galun, Kormati Mali, Kormati Veli, Plavnik, Prvić, Selehovac, Selehovac 2, Sveti Marko a Zečevo, získalo Království SHS.